# Руський Акташ
Російський Акташ — село в Альметьєвському районі Республіки Татарстан, Росія, входить до поліцентричної агломерації.
Населення — 4,2 тис. жителів (2002 рік).
Розташоване на березі річки Степовий Зай, за 18 км на північний захід від Альметьєвська. Залізнична станція.

## Історія
Його назва походить від топоніма — слів тюркського походження: Ак — білий, таш — камінь, що вказує на його достаток в даній місцевості. Село засноване на межі XVII–XVIII століть. Певну роль відіграла міграція, в результаті якої у Закам'є і Оренбуржжі різними етносами були засновані численні села.
У 1769 році загін, керований капітаном Н. П. Ричкова, слідуючи з боку села Кузайкіно, відвідав село Мавріна, потім село Акташ. Керівник відомої наукової експедиції Санкт-Петербурзької Академії наук у своїх «Денних записках» відзначив село Акташ, "… заселене хрещеною мордвою і стоїть на березі річки Зая. Недалеко від оного по інший бік вище зазначеної річки є мідний рудник, що належить до сибірського купця Ларіонову "(Н. Ричков. Денні записки. — Санкт-Петербург, 1770. — С. 33).
Н. П. Ричков у своїх «Денних записках» залишив докладний опис села і прилеглої до нього місцевості: мідні рудники, річку Зай, гори, татарське свято Курбан Байрам в селі Шешме тощо. Вже в цей час відбувається культурна взаємодія представників етносів — мордви, татар і росіян, які ведуть одні й ті ж форми життєдіяльності — землеробство, скотарство і бджільництво, спільно вирішують питання життя громади.
У 1773 р. жителі Акташа взяли найактивнішу участь у селянській війні під проводом Омеляна Пугачова.
Процес християнізації в селі в належній мірі не досліджений з цілого ряду причин: відсутність фінансування, фахівців і т. д. Наявні свідчення дозволяють стверджувати, що вирішенню питань духовного розвитку селян у XIX ст. сприяло християнство. Так, в 1830 р. на кошти парафіян була побудована кам'яна церква, яка мала три престоли: на честь Казанської Божої Матері, Різдва Христового і в ім'я святителя Чудотворця Миколая. З 1824 року село Акташ стає центром Акташській волості.
За X ревізії (перепису) 1858 року жителі села відносилися до розряду державних селян. За кількістю населення Російський Акташ в Мензелінському повіті стояв на третьому місці після Мензелінська і Заїнська.
В історико-культурній спадщині Південно-Східного субрегіону РТ, Альметьєвського краю актуальним є питання про вивчення історії місцевого самоврядування, що передбачає звернення до досвіду земського управління старої Росії. У 60-ті роки XIX століття під тиском раціонально мислячих ліберальних представників царського уряду почалася реформа місцевого самоврядування, яка увійшла в історію як земська реформа 1864 року. Сенс її полягав у тому, що всі господарські питання на місцях (охорона здоров'я, освіта, страхування тощо) лягали на плечі земства.
Перші школи, перші лікарні та фельдшерські пункти, перші облаштовані дороги, мости та інше створювалися під керівництвом земських діячів.
Для прикладу візьмемо охорону здоров'я. Положення в цій області було важким. У 1867 році Уфімська губернія займала перше місце за кількістю померлих. Мензелінський ж повіт, куди входило село Акташ, відрізнявся найбільшою смертністю. «На 100 чоловік, які народилися обох статей, не досягають однорічного віку 25 дітей» («Список населених місць за відомостями 1870». — С. 50 ").
У 1871 році в Уфімської губернії один лікар припадав на 60 тисяч осіб. Такий стан відзначалося й у «Звіті лікарського ради Мензелінський повітового земства за 1883 рік». "У Заїнська, Пальчикова. Новоспаське і Акташ загальна смертність становила 54 на 1000 чоловік жителів цих населених пунктів. У Москві ж помирали 37 на 1000 чоловік (Малахов В. С. Нариси з історії Заїнська. — Наб. Човни, 1992. — С. 71).
Тому не випадково на з'їзді лікарів при Мензелінській земській управі 20 лютого 1884 земський лікар Заїнської лікарні В. І. Кремко запропонував відкрити фельдшерський пункт у с. Акташ. Пропозиція була прийнята. Так виникла в селі перший медичний заклад, який згодом зіграв важливу роль у збереженні здоров'я та профілактиці хвороб у жителів села Акташ. Земський лікар В. І. Кремко володів завидною енергією і наполегливістю і був відданий своїй справі: хірург і терапевт. Про таких кажуть: на всі руки майстер. Його приймальний покій спочатку (в 1883 р.) розташовувався в орендованій хаті. У звіті про роботу приймального покою за 1883 В. І. Кремкова зазначається: госпіталізовано 174 людини, виписалися — 155, померло — 4, смертність склала 2,3%: середня кількість днів, проведених у лікарні одним хворим, — 22 дні.
Заслуга Заїнська лікаря була настільки значною, що на черговому повітовому земському зібранні в 1886 р. гласний (за сьогоднішніми мірками — депутат) Римський-Корсаков заявив про корисність діяльності лікаря В. І. Кремкова, до якого стікаються хворі з сусідніх повітів і губерній. Ухвалили «призначити лікарю м. Кремкову зміст 1200 рублів». Крім цієї суми були й інші доплати.
Іншим прикладом є область освіти. У зв'язку з розвитком економіки, соціальних відносин потреба у знаннях у населення була велика. У Російському Акташ в 1876 р. відкрилися дві земські школи (чоловіча і жіноча). Середня школа в селищі Російський Акташ нині має багату історію, в ній навчалося багато знаменитих людей. Важливо відзначити, що найкращі традиції були закладені у 80-ті роки минулого століття, в період роботи земства.
Історія села Акташ в XX столітті багатогранна і відображена у ряді книг, інших публікацій, на стендах музеїв. У наші дні в р.п. Російський Акташ живе 3905 осіб. Багатонаціональний склад населення: 710 — татар, 2994 — росіян, 33 — чувашів, 67 — мордви та представників інших націй, які живуть і трудяться дружно, з повагою ставлячись до народної культури один одного. Кожен з цих народів вніс свій внесок у культурний розвиток селища, культурні традиції взаємодіють багатоаспектно, створюючи особливий колорит і своєрідність у його сучасному житті.
На закінчення наведемо визначення Арнольда Тойнбі: «Суть соціалізації — у виробленні адекватних реакцій на зміну ситуацій, переслідує свої цілі людини». З цієї точки зору в історико-культурній спадщині селища Російський Акташ особливо привертає попередній досвід функціонування місцевого самоврядування, який необхідно творчо застосувати в наші дні, в підвищенні активності народу у вирішенні конкретних питань життя, розвитку демократії на принципах Європейської Хартії про місцеве самоврядування. Багата історико-культурна спадщина допоможе в нових умовах формування соціальної компетентності молоді. Воно потребує нового підходу в гуманітарній освіті, особливо у впровадженні національного, регіонального та муніципального компонентів у навчально-виховний процес і в соціалізацію особистості. У 1957 році село отримало статус (селища міського типу — робітниче селище). Перетворено в сільський населений пункт в 2004 році.